# Gränichen
Gränichen – gmina (niem. Einwohnergemeinde) w północnej Szwajcarii, w kantonie Argowia, w okręgu Aarau. 31 grudnia 2014 liczyła 7250 mieszkańców.